# オレグ・フェドセーエフ
オレグ・ゲオルギエヴィチ・フェドセーエフ（ロシア語: Олег Георгиевич Федосеев, ラテン文字転写: Oleg Georgiyevich Fedoseyev、1936年6月4日 ‐ 2001年6月14日）は、ソビエト連邦・モスクワ出身の元陸上競技選手。三段跳の元世界記録保持者。1964年東京オリンピックの銀メダリストである。

## 経歴
当初は走幅跳の選手として活躍し、1956年メルボルンオリンピックと1958年ストックホルム・ヨーロッパ選手権でそれぞれ8位に入るなどの実績を残した。その後、三段跳に切り替えた。
1959年5月3日、ナリチクで開催された競技会の男子三段跳において16m70（0.0）の世界新記録を樹立し、同じソビエト連邦のOleg Ryakhovskiyが1958年7月28日に作った従来の記録を11cm更新した。この記録は1960年8月5日にポーランドのヨゼフ・シュミットが17m03をマークして更新した。
1964年10月16日、東京オリンピック男子三段跳ではオリンピック新記録（当時）で優勝したヨゼフ・シュミットに27cm及ばなかったものの、16m58で銀メダルを獲得した。

## 自己ベスト
- 記録欄の（　）内の数字は風速（m/s）で、+は追い風を意味する。

| 種目   | 記録         | 年月日       | 場所     | 備考       |
| 屋外   | 屋外         | 屋外         | 屋外     | 屋外       |
| ------ | ------------ | ------------ | -------- | ---------- |
| 走幅跳 | 7m77         | 1959年       |          |            |
| 三段跳 | 16m70（0.0） | 1959年5月3日 | ナリチク | 元世界記録 |

## 主要大会成績
- 備考欄の記録は当時のもの

| 年   | 大会                  | 場所           | 種目   | 結果 | 記録  | 備考 |
| ---- | --------------------- | -------------- | ------ | ---- | ----- | ---- |
| 1956 | オリンピック          | メルボルン     | 走幅跳 | 8位  | 7m27  |      |
| 1958 | ヨーロッパ選手権 (en) | ストックホルム | 走幅跳 | 8位  | 7m29  |      |
| 1962 | ヨーロッパ選手権 (en) | ベオグラード   | 三段跳 | 3位  | 16m24 |      |
| 1964 | オリンピック          | 東京           | 三段跳 | 2位  | 16m58 |      |